# Hjortdal Sogn
Hjortdal Sogn er et sogn i Jammerbugt Provsti (Aalborg Stift).
I 1800-tallet var Hjortdal Sogn anneks til Kollerup Sogn. Begge sogne hørte til Vester Han Herred i Thisted Amt. Trods annekteringen var Hjortdal en selvstændig sognekommune. Den blev ved kommunalreformen i 1970 indlemmet i Fjerritslev Kommune, som ved strukturreformen i 2007 indgik i Jammerbugt Kommune.
I Hjortdal Sogn ligger Hjortdal Kirke.
I sognet findes følgende autoriserede stednavne:
- Gravenhøj (areal)
- Hammersdal (bebyggelse)
- Hjortdal (bebyggelse, ejerlav)
- Lildal (bebyggelse) selvstængi
- Lilledal (areal)
- Nørtorup Hede (bebyggelse)
- Nørtorup Kær (bebyggelse)
- Nørtorup Mark (bebyggelse)
- Sanden (bebyggelse)
- Slettestrand (bebyggelse)
- Stenbjerg (areal)
- Svenstrup Å (vandareal)
- Svinkløv (bebyggelse)
- Svinkløv Klitplantage (areal)
- Torshøj (areal)
- Vester Svenstrup (bebyggelse, ejerlav)